# Almaty-Naturreservat
Das Almaty-Naturreservat ist eines von zehn Naturreservaten in Kasachstan. Es liegt nur 25 km von der Stadt Almaty entfernt und umfasst 733 km². Der höchste Gipfel, der Pik Talgar, erreicht eine Höhe von 5000 Metern. Es wird vom Ile-Alatau-Nationalpark umschlossen. Unweit nördlich, in den angrenzenden Trockengebieten liegt der Altyn-Emel-Nationalpark.

## Geschichte
Das Reservat wurde im Jahr 1931 eingerichtet und erhielt im Jahr 1935 den Status eines staatlichen Naturreservates. Es bestand in dieser Form bis 1951. Im Jahr 1961 wurde es wieder eröffnet. Zwischenzeitlich waren auch einige Trockengebiete im Norden zum Reservat gehörig, etwa die Singenden Dünen, die heute im Altyn-Emel-Nationalpark liegen.

## Tierwelt
Die Zahl der Schneeleoparden im Reservat beläuft sich auf etwa 3–4 Paare. Damit beherbergt das Reservat neben jener im Aksu-Jabagly-Naturreservat die einzige weitere stabile Schneeleopardenpopulation in Kasachstan. Die Population der Sibirischen Steinböcke, die die Hauptbeutetiere der scheuen Katze darstellen, liegt bei 600–700 Tieren.
Die Schneeleoparden bewohnen normalerweise vor allem subapline und alpine Bereiche in Höhen von 2500 m und darüber. Im Winter folgen sie ihren Beutetieren in tiefere Lagen und sind dann auch häufig unterhalb der Waldgrenze zu finden. Die Zahl der Schneeleoparden scheint in den letzten Jahren konstant geblieben zu sein. Dafür sprachen Untersuchungen von Spuren in den Jahren 2005–2008. Die Zahl der Steinböcke stieg sogar. Allerdings besteht zumindest ein potentielles Risiko, dass die Störungen, die durch den steigenden Tourismus zunehmen, die Populationen der Wildtiere beeinträchtigen. Insbesondere Bergsteiger und Trekking-Gruppen besuchen das Gebiet. Dabei benutzen Schneeleoparden teilweise dieselben Pfade wie die Bergsteiger. Das Reservat selbst verfügt über sechs offizielle ecotrails (Öko-Wanderwege). Daneben wechseln häufig Bergsteiger aus dem Ile-Alatau-Nationalpark unerlaubt ins Reservat.
Weitere Säugetiere des Reservats sind Wildschwein, Wolf, Eurasischer Luchs, Tien-Shan-Wapiti, Steinmarder, Hermelin und Graues Murmeltier. Unter den Vögeln sind Bartgeier, Steinadler und Himalaya-Königshuhn hervorzuheben. Im benachbarten Ile-Alatau-Nationalpark kommen außerdem Argalis und der Asiatische Wildhund vor.